# François Antoine Teste
Pour les articles homonymes, voir Teste.
François Antoine Teste, né le 19 novembre 1775 à Bagnols-sur-Cèze (Gard), mort le 8 décembre 1862 à Angoulême (Charente), est un général français de la Révolution et de l’Empire.

## Biographie
Fils d'Antoine Teste, avocat au Parlement de Provence, et d'Élisabeth Boyer, frère de Jean-Baptiste Teste, François Antoine Teste naît le 19 novembre 1775 et est baptisé le lendemain à Bagnols-sur-Cèze.
Il entre en 1792 en tant que grenadier dans la garde nationale du Gard. En septembre 1793, il est élu lieutenant-colonel du 1er bataillon du district de Pont-Saint-Esprit et sert à l'armée des Pyrénées-Orientales. En mai 1794, il est suspendu de ses fonctions pour incapacité.
En septembre 1798, il est réintégré en tant que chef de bataillon à la 49e demi-brigade de deuxième formation puis à la 87e demi-brigade de deuxième formation. Il sert aux armées du Danube, d'Helvétie et d'Italie avant de devenir fin 1799, aide de camp du général Joseph Chabran.
En 1800, il est nommé chef de la 5e demi-brigade de deuxième formation avec laquelle il se distingue, au passage de l'Adige, à l'attaque des lignes de Caldiero le 30 octobre 1805, au combat de San-Pietro in Gu, où il jette dans la Brenta l'arrière-garde de Charles-Louis d'Autriche-Teschen, et est nommé par Masséna, sur le champ de bataille, général de brigade le 4 novembre 1805. En 1806, Teste prend part, à la tête du 5e régiment d'infanterie de ligne, à l'expédition de Dalmatie, défend Raguse contre les Russes et les Monténégrins, puis passe en Italie en 1807, où il commande les troupes à Spalato, Brescia, Vérone et Trévise.
En 1809, il fait la campagne d'Allemagne et d'Autriche, et il a le pied fracassé à la bataille de Sacile le 16 avril. Le 14 juin, il combat à Raab, où il enlève le plateau de Sabadhégy. Il est créé baron d'Empire le 21 novembre 1810. Le 5 avril 1811, il est nommé gouverneur de Küstrin et commande, pendant la campagne de Russie, une brigade du 1er corps de la Grande Armée. Il se distingue à la bataille de la Moskowa le 7 septembre, où il est grièvement blessé d'un coup de feu au bras droit.
Le 8 novembre 1812, il est promu commandeur de la Légion d'honneur puis, le 14 février 1813, général de division. Nommé à la tête de la 4e division du 2e corps d'Observation du Rhin, il défend Cassel et entre dans Magdebourg dont il devient gouverneur en remplacement du général François Haxo. Après l’armistice, il rejoint le 1er corps, enlève le faubourg de Plauen lors de la bataille de Dresde, et il est fait prisonnier à la bataille de Kulm le 30 août 1813.
Libéré à la chute de Napoléon, il est fait chevalier de Saint-Louis le 8 juillet 1814, et prend le commandement militaire du département du Pas-de-Calais. Pendant les Cent-Jours, il est à la bataille de Waterloo, dans le secteur de Wavre. Il commande la 21e division d'infanterie du 6e corps de l'armée du Nord et s'illustre au moulin de Bierges le 19 juin, puis à la défense de Namur où, avec 2 300 hommes, il résiste à 15 000 Prussiens, permettant au corps de Grouchy de rentrer en France sans être inquiété.
Lors de la seconde Restauration, il est licencié et est chargé le 7 mai 1828 d'une inspection d'infanterie dans l'Ouest. Après la révolution de juillet, il reçoit le commandement de la 14e division militaire, en garnison à Rouen , jusqu'en 1843; de ce fait, il est membre honoraire de l'Académie de Rouen. Un entrefilet du Journal de Rouen du samedi 18 mars de cette année précise qu'à l'occasion de son départ de l'armée active en novembre, la Ville de Rouen  lui décerne une épée d'honneur. Pendant cette affectation, le général Teste a habité le château de Courtmoulin, proche de Gaillon (Eure). Il fait partie des autorités qui, à Val-de-la-Haye, ont assisté au retour des cendres de l'Empereur le 9 décembre 1840.
De 1839 à 1848, il siège à la Chambre des pairs, puis quitte définitivement la vie publique. Il est admis à la retraite le 8 juin 1848, et il meurt à Angoulême le 8 décembre 1862 à 87 ans.

## Distinctions
- Il fait partie des 660 personnalités à avoir son nom gravé sous l'arc de triomphe de l'Étoile. Il apparaît sur la 8e colonne (l’Arc indique TESTE).
- Légion d'honneur
  -  Chevalier de la Légion d'honneur le 11 décembre 1803 ;
  -  Officier de la Légion d'honneur le 14 juin 1804 ;
  -  Commandeur de la Légion d'honneur le 8 novembre 1812 ;
  -  Grand officier de la Légion d'honneur le 21 mars 1831 ;
  -  Grand-croix de la Légion d'honneur le 14 décembre 1849.
- Ordre royal et militaire de Saint-Louis
  -  Chevalier de l'ordre royal et militaire de Saint-Louis (8 juillet 1814).
- Commandeur de l'Ordre impérial de Léopold le 15 octobre 1839.

## Sources
- Grand dictionnaire universel du XIXe siècle/François-Antoine sur wikisource
- François-Antoine sur empire.histofig.com
- « Cote LH/2580/36 », base Léonore, ministère français de la Culture
- Georges Six, Dictionnaire biographique des généraux & amiraux français de la Révolution et de l'Empire (1792-1814), Paris : Librairie G. Saffroy, 1934, 2 vol., p. 489-490